# Ausstehendes Kapital
Ausstehendes Kapital (ausstehende Einlagen; englisch uncalled share capital, capital outstanding) sind die von den Gesellschaftern noch nicht erfüllten Verpflichtungen zur Einzahlung ihrer Kapitaleinlage. Das Gesetz verlangt keine sofortige und vollständige Einzahlung der Kapitaleinlagen. Aus Gesellschaftsvertrag oder Satzung kann sich deshalb ergeben, in welcher Höhe und wann die Gesellschafter ihrer Gesellschaft Eigenkapital zur Verfügung zu stellen haben. Sind die vorgesehenen Kapitaleinlagen noch nicht vollständig erbracht, so haften die Gesellschafter gegenüber den Gläubigern der Gesellschaft insoweit mit ihrem Privatvermögen. Für den Fall einer nicht sofortigen Volleinzahlung des Kapitals ergibt sich bilanziell eine Differenz zwischen dem gezeichneten Kapital und dem tatsächlich eingezahlten Kapital. Dabei unterscheidet das Handelsrecht zwischen den nicht eingeforderten ausstehenden Einlagen (uncalled share capital) und den eingeforderten, aber noch nicht eingezahlten Einlagen (capital outstanding). Nur die eingeforderten Einlagen sind auf der Aktivseite der Bilanz als Forderung zu aktivieren.
Diese strenge handelsrechtliche Unterscheidung ist nur bei Kapitalgesellschaften erforderlich, da bei diesen im Regelfall ausschließlich das Gesellschaftsvermögen für die Gesellschaftsschulden haftet und deshalb eine genaue Aufschlüsselung des  Einzahlungsstatus erforderlich ist. Einzelkaufleute und Personengesellschaften hingegen verfügen nicht über „gezeichnetes Kapital“. Bei ihnen sind anstelle des Bilanzpostens „gezeichnetes Kapital“ die Kapitalanteile der persönlich haftenden Gesellschafter auszuweisen (§ 264c Abs. 2 Satz 2 HGB).

## Phasen der Kapitaleinzahlung
Im Idealfall wird das gezeichnete Kapital des § 266 Abs. 3 A I HGB sofort und vollständig durch die Gesellschafter eingezahlt. Wird hiervon abgewichen, unterscheidet der Gesetzgeber zwischen den nicht eingeforderten ausstehenden Einlagen auf das gezeichnete Kapital und dem eingeforderten, aber noch nicht eingezahlten Betrag. Nicht eingeforderte ausstehende Einlagen setzen voraus, dass die Gesellschaft die betroffenen Kapitaleinlagen noch nicht von ihren Gesellschaftern abgerufen hat. Im nächsten Schritt wird sie diese Kapitaleinlagen abrufen, indem sie ihre Gesellschafter dazu auffordert, ihre bisher nicht geleisteten Einlagen zu erbringen.    
Nach § 272 Abs. 1 Satz 3 HGB sieht dabei die Netto-Methode vor, dass
- die nicht eingeforderten ausstehenden Einlagen auf das gezeichnete Kapital von dem Bilanzposten „gezeichnetes Kapital“ offen abzusetzen sind; der verbleibende Betrag ist als Posten „eingefordertes Kapital“ in der Hauptspalte der Passivseite auszuweisen;
- der eingeforderte, aber noch nicht eingezahlte Betrag unter den Forderungen gesondert auszuweisen und entsprechend zu bezeichnen ist.

Die Vorschrift des § 272 Abs. 1 HGB bezieht sich nur auf die ausstehenden Einlagen auf das gezeichnete Kapital und nicht etwa auf Agiobeträge. Bei der AG und KGaA ist nach § 36a AktG vorgeschrieben, dass bei Bareinlagen der eingeforderte Betrag mindestens 25 % des geringsten Ausgabebetrages zu erreichen hat. In § 182 Abs. 4 AktG ist vorgesehen, dass eine Kapitalerhöhung nicht stattfinden soll, solange es ausstehende Einlagen gibt; nur Versicherungsgesellschaften dürfen hiervon abweichen.  

## Bilanzielle Darstellung
Die Bilanzposition „eingefordertes Kapital“ umfasst sowohl die bereits von den Gesellschaftern geleisteten und dem Unternehmen zugeflossenen Einlagen als auch die eingeforderten, aber noch nicht geleisteten Einlagen. Korrespondierend dazu ist der eingeforderte, aber noch nicht eingezahlte Betrag unter den Forderungen gesondert auszuweisen und entsprechend zu bezeichnen.  
{\displaystyle {\mbox{eingefordertes Kapital}}={{\mbox{gezeichnetes Kapital}}-{\mbox{nicht eingeforderte ausstehende Einlagen}}}}
Als Korrekturposten auf der Passivseite sind nicht eingeforderte ausstehende Einlagen keiner bilanziellen Bewertung zugänglich, so dass eine Abwertung noch nicht eingeforderter ausstehender Einlagen wegen mangelnder Bonität des Gesellschafters ausscheidet. Dagegen ist eine Bewertung eingeforderter, aber noch nicht eingezahlter ausstehender Einlagen wegen mangelnder Bonität des Gesellschafters zulässig, da sie als aktivierte Forderungen zum Umlaufvermögen gehören und damit dem strengen Niederstwertprinzip unterliegen. Eine Zuordnung eingeforderter ausstehender Einlagen zum Anlagevermögen ist nach § 247 Abs. 2 HGB unzulässig. Eine Differenz zwischen dem eingeforderten Kapital und den niedrigeren Forderungen an Gesellschafter kann dann auf Bonitätsprobleme der Gesellschafter zurückzuführen sein:  
{\displaystyle {\mbox{eingefordertes Kapital}}>{\mbox{Forderungen an Gesellschafter aus Kapitaleinzahlung}}}

## Haftung
Sind Kapitalanteile nicht vollständig eingezahlt, so stellt sich die Frage, ob und wie der betreffende Gesellschafter für die ausstehende Einlage haftet.
Bei der GmbH ist im Falle ausstehender Einlagen eine Regresskette vorgesehen, wonach zunächst der Gesellschafter nach § 21 Abs. 1 GmbHG aufgefordert wird, seine ausstehende Einlage zu bezahlen. Bleibt diese Aufforderung ergebnislos, wird der Gesellschafter mit seinem Geschäftsanteil ausgeschlossen (Kaduzierung). Sodann haften nach § 22 Abs. 1 GmbHG die etwaigen Rechtsvorgänger des säumigen Gesellschafters im Rahmen einer Regresskette. Konnten auch etwaige Rechtsvorgänger des säumigen Gesellschafters nicht in Haftung genommen werden, ist eine öffentliche Versteigerung vorgesehen (§ 23 GmbHG). Bleibt diese erfolglos, haften nach § 24 GmbHG letztlich die übrigen Mitgesellschafter im Verhältnis ihrer Beteiligung für die ausstehenden Einlagen.
Bei Aktiengesellschaften sieht das Gesetz die nicht volle Einzahlung von Aktien ausdrücklich vor; es verlangt dann jedoch, dass nicht voll eingezahlte Aktien nur als Namensaktien ausgegeben werden dürfen (§ 10 Abs. 2 AktG). Dann müssen die Aktionäre nach Aufforderung ihre Einlagen einzahlen (§ 63 Abs. 1 AktG). Kommen sie dieser Einzahlungspflicht nicht nach, so haften die im Aktienregister eingetragenen Vormänner nach § 65 Abs. 2 AktG für die innerhalb von 2 Jahren seit Übertragung eingeforderten Kapitaleinlagen.

## Bedeutung
Ausstehende  Kapitaleinlagen sind bei Unternehmen durchaus keine Seltenheit. Typisch ist dies international insbesondere bei Versicherungsgesellschaften, wenn die Satzung bereits höhere Kapitalbeträge vorsieht, die aber zunächst betrieblich nicht notwendig sind und deshalb auch nicht sofort eingefordert werden. Steigt das Versicherungsrisiko, werden die ausstehenden Kapitalbeträge ganz oder teilweise eingefordert. Das gilt auch für andere Unternehmensarten, bei denen zunächst nicht die gesamte Kapitaleinlage erforderlich ist, aber bei erhöhtem Investitionsbedarf benötigt wird. Bei der Kapitalaufbringung ist zu beachten, dass nur die eingezahlten Kapitalanteile einer Dividendenzahlungspflicht unterliegen. 

## International
In Österreich sind wie in Deutschland die nicht eingeforderten ausstehenden Einlagen vom Grund- oder Stammkapital abzusetzen, eingeforderte sind als „sonstige Forderungen“ zu aktivieren (§ 229 Abs. 2 UGB). Für ausstehende Einlagen haften die jeweiligen Aktionäre und ihre Vorgänger (§§ 57 ff. AktG). In der Schweiz wird von Teil-Liberierung gesprochen, wenn es nicht zur Volleinzahlung von Kapitalanteilen kommt. Hat in der Schweiz ein Gesellschafter einer GmbH seine Stammeinlage nicht voll liberiert, haften alle Gesellschafter subsidiär und solidarisch. Inhaberaktien sind mit dem Verbot der Teil-Liberierung belegt (Art. 683 Abs. 1 OR in Verbindung mit Art. 685 Abs. 1 OR). Bei einer Aktiengesellschaft haften nur die Inhaber der Aktien für ausstehende Einlagen (Art. 681f. OR). In England sieht der Companies Act keine zwingende Einzahlungspflicht vor, so dass die Anteilseigner erst bei Liquidation zur Zahlung herangezogen werden können. Wie in Deutschland wird auch in Frankreich und Spanien bei der GmbH vor deren Eintragung die vollständige Einzahlung der Einlagen verlangt.